# Imperiul Timurid
Imperiul Timurid (în persană تیموریان) a fost un imperiu asiatic din secolele XIV-XV care cuprindea teritorii din actualele state: Iran, Uzbekistan, Turkmenistan, Tadjikistan, Kârgâzstan , Kazahstan, Azerbaidjan, Georgia, Armenia, Afganistan, Pakistan, India, Irak, Siria și Turcia.

## Începutul
Timur a început o campanie spre vest în 1380, invadarea diferitele state succesoare ale Ilkhanate. Prin 1389, el a scos din Herat Kartids și avansat în Persia continent unde s-a bucurat de multe succese. Aceasta a inclus capturarea Isfahan în 1387, eliminarea Muzaffarids din Shiraz în 1393, și expulzarea a Jalayirids din Bagdad. În 1394-1395, el a triumfat asupra Hoardei de Aur, în urma campaniei sale de succes în Georgia , după care a aplicat suveranitatea sa în Caucaz. Tokhtamysh, han al Hoardei de Aur, au fost niște rivali majori pentru Timur în regiune. De asemenea, el a subjugat Multan și Dipalpur în Pakistanul de azi în 1398. Timur i-a dat teritoriile din nordul Indiei unui membru din afara familiei, Khizr Khan.

## Sfârșitul
După lupta de la Ankara din 1402 între Imperiul Timurid și Imperiul Otoman , Imperiul Timurid câștigă această bătălie, dar după doar trei ani după moartea Împăratului Timur Lenk, Imperiul Timurid va da într-un declin mare, Imperiul Timurid va cădea, în timp ce Imperiul Otoman trece peste momentele grele și urmează să prospere în următorii trei sute de ani.